# Senza ripieno
Senza ripieno, Senza ripieni (italienisch: „ohne Füllung“) beziehungsweise senza rip. bedeutet in der Musizierpraxis des 17./18. Jahrhunderts, dass vorübergehend nur ein Teil des gesamten Ensembles musizieren soll. Dies wird durch die Anweisungen Ripieno, con ripieni, rip. aufgehoben, die dasselbe wie das modernere Tutti bedeuten.
Um 1700 war der Übergang zwischen solistischer und chorischer Besetzung musikalischer Stimmen noch fließend, vokale Stimmen im Chor wurden oft noch durch Instrumente verstärkt, und vielfach musizierten Dilettanten gemeinsam mit Virtuosen, sodass nicht sämtliche Passagen von allen Ensemblemitgliedern beherrscht werden konnten. Daher konnte mit dem Zusatz senza ripieno signalisiert werden, dass nur ein kleines, nicht beliebig zu ergänzendes Ensemble musizieren sollte wie etwa bei Bachs Concerto A Due Cembali Senza Ripieno, BWV 1061a.
Senza ripieno als Vortragsanweisung innerhalb eines Musikwerks kann je nach Zusammenhang mehrere Abstufungen zwischen Solo und Tutti verlangen. So kann es bedeuten, dass nur der Chor ohne verstärkende Instrumente singen soll (wie in der Fuge von Bachs Kantate Gott ist mein König, BWV 71), oder nur die solistischen Stimmen ohne den (vokalen oder instrumentalen) Chor, wie es häufig im Concerto grosso der Fall ist (Concertino). 
Mitunter ist auch eine solistische Begleitung der Solisten gemeint, denn in jedem Fall spielt eine Continuogruppe mit. Daher gibt es für den Generalbass einen Basso concertante (senza ripieno) mit einem oder wenigen Bassinstrumenten und einen Basso ripieno in voller Besetzung.